# لیمزلی
لیمزلی (به انگلیسی: Lamesley) یک روستا و محله مدنی در بریتانیا است که در کلان‌شهر مستقل گیتس‌هد واقع شده‌است. لیمزلی ۲۲٫۹ کیلومتر مربع مساحت و ۳٬۷۴۲ نفر جمعیت دارد.